# Megistoleon ritsemae
Megistoleon ritsemae is een insect uit de familie van de mierenleeuwen (Myrmeleontidae), die tot de orde netvleugeligen (Neuroptera) behoort. 
Megistoleon ritsemae is voor het eerst wetenschappelijk beschreven door van der Weele in 1907.